# Џандан Ерчетин
Џандан Ерчетин (тур. Candan Erçetin; Киркларели, 10. фебруар 1961) је турска кантауторка. Током двадесет пет година своје певачке каријере, препозната је по томе што је припремала и певала песме о људском животу. Упркос чињеници да је своје албуме снимала без много публицитета, њен рад је утицао на друге уметнике. Ерчетин је објавила много музичких спотова са различитим темама. Пошто њена породица потиче са Балкана, често је користила елементе балканске музике у својим песмама и делима. Поред на турском, писала је песме на француском и грчком језику.
Ерчетин је рођена у Киркларели, а има албанско и македонско порекло. Касније се преселила у Истанбул и похађала средњу школу Галатасарај. У наредним годинама похађала је обуку певања. Касније је студирала класичну археологију на Универзитету у Истанбулу. На последњој години школе снимила је песму „Halley“ и представљала Турску на Песми Евровизије 1986. са групом Klips ve Olnar. Међутим, није желела да настави музичку каријеру и наставила је да студира археологију. Године 1995. објавила је свој деби албум Hazırım, а 1997. њена песма „Yalan” са албума Çapkın је постала хит у Турској. 1999. године објавила је свој најпродаванији албум Elbette, након чега је уследила хит песма "Gamsız Hayat" са албума Neden из 2002.
За допринос француско-турским односима, Ерчетинова је 2014. године одликована Орденом уметности и књижевности од стране француског председника Франсоа Оланда. Током своје каријере, освојила је многе награде и била је номинована.

## Младост
Ерчетин је рођена 10. фебруара 1961. у Киркларели у породици албанског и македонског порекла. Рано образовање је завршила у Киркларелију. Са 11 година, Ерчетин је добила стипендију и сама се преселила у Истанбул да би похађала средњу школу у Галатасарају. Године 1978. ишла је у школу певања у општини Истанбул и похађала часове певања.

## Каријера
1986. представљала је Турску на Песми Евровизије и тада су постигли најбољи резултат који је Турска икада имала на том такмичењу. Године 1990. извела је песму „Daha kolay” заједно са Џиханом Оканом на финалу Евровизије у Турској, а 1992. поново је учествовала на такмичењу изводећи песму „Kimbilir Nerdesin” са Синаном Еркочем.

### 1995-99HazırımиÇapkın
Ерчетинин први албум Hazırım, објављен је у августу 1995. Албум, који се састоји од 12 песама, укључује песме познатих уметника као што су Сезен Аксу, Јусуф Тумли и углавном Гокхан Кирдар. Праћен је спотовима за песме "Umrumda Değil", "Hangi Aşk Adil Ki", "Vakit Varken", "Daha", "Nar Çiçeği" и "Sevdim Sevilmedim".
Њен други студијски албум, Çapkın, објављен је 17. јуна 1997. Албум има 12 песама, а Мете Озгенцил је био главни извођач који је радио на овом албуму са Ерчетин. 10. песма са овог албума „Yalan” добила је велику пажњу јавности. Песме „Yalan” и "Onlar Yanlış Biliyor" су били награђени.

### 1999-2003Elbette,NedenиChante Hier Pour Aujourd'hui
До марта 1998. године, Ерчетин је изјавила да је почела да прави планове за свој следећи албум и рекла: „Тражимо нови звук у свету пратећи куда иде музичка индустрија, али оквир се неће много променити. Укратко , састојаће се од песама које ми се допадају". У августу 1999. сазнало се да је нови албум планиран за почетак јесени и да је већ снимљено пет песама. Упркос њеним напорима, албум није објављен 1999. године, већ је објављен 2000. године. Ерчетинин трећи студијски албум Elbette објављен је 30. новембра 1999. године. Мете Озгенцил је написао текстове за осам песама. Сама Ерчетин је компоновала шест песама. Elbette је недељама био најпродаванији албум у Турској. До краја 2000. године албум је продат у више од милион примерака, поставши најпродаванији у години. Музички критичари су позитивно реаговали на албум, рекавши да је личност певачице интегрисана у њен рад и да публика путује са њом у различите светове.
Дана 17. маја 2002, њен четврти студијски албум Neden је објавио Topkapı Muzik. Изласком овог албума, Мете Озгенцил, који је сарађивао са Ерчетин, престао је да ради са њом. Музички критичари су сматрали да се Neden разликује од претходних уметникових радова. Једноставан текст песме "Elbette" са њеног претходног албума био је доминантна тема на овом новом албуму. Године 2003. објавила је албум Chante Hier Pour Aujourd'hui, на којем су се налазиле француске песме са модерним аранжманима.

### 2004–12:Melek,Aman Doktor,Kırık Kalpler DurağındaиAranjman 2011
Припреме за пети студијски албум Melek почеле су одмах по изласку Neden. За овај албум припремљено је двадесет пет песама, од којих је једанаест на крају уврштено у албум. Албум је објављен 17. јуна 2004. Према мишљењу музичких критичара, песме су могли да слушају људи из било које групе друштва, а албум је постао најпродаванији албум на листи најпродаванијих албума у Турској и био је на врху топ листа неколико недеља. 9. децембра 2005. године, њен нови албум Aman Doktor објавио је DMC. Албум је укључивао турско-грчке културне песме. Један део албума садржи турске песме, а други део грчке песме. Аман Доктор је био на првом месту на листи продаје у Турској и продао је 105.000 примерака 2005. и 49.500 примерака 2006. године.
Ерчетин је била продуценткиња филма Оне без сенке (тур. Gölgesizler), који је објављен у јануару 2009. Песма "Ben Kimim" која је припремљена за филм објављена је у новембру 2008. Песма је остала на Билбордовој листи Türkçe Top 20 15 недеља и заузела друго место на листи. Песма је касније укључена у њен шести студијски албум Kırık Kalpler Durağında. Албум је објављен након "5 година, 5 месеци и 27 дана тишине" 16. децембра 2009. Више од 100.000 примерака је наручено и нашао се на врху турске листе најпродаванијих албума. Музички критичари дали су генерално позитивне критике за овај албум који је уследио након Ерчетинине паузе; у овом делу се види певачицин интелектуални начин, а композиције су такође похваљене.
Године 2011. објавила је турско-француски албум Aranjman 2011.

### 2013–данас:Milyonlarca Kuştuk...иAh Bu Şarkıların Gözü Kör Olsun
Дана 31. маја 2013, председник спортског клуба Галатасарај Унал Аисал, објавио да је Ерчетин примљена у новоформирани одбор спортског клуба. Именована је за потпредседницу клуба након избора за управни одбор на ванредној Генералној скупштини одржаној 22. јуна 2013. У јулу 2014. објављено је да ће наредне сезоне бити члан управног одбора кошаркашког тима клуба.
Ерчетин је почела припреме за свој седми студијски албум 2011. године, а након годину дана продукције и снимања тихо га је објавила 3. јуна 2013. са насловом Milyonlarca Kuştuk....  Због протеста у парку Гези, промоције албума су одложене, а промоције су првобитно вршене само на сајту певачице и сајту дискографске куће. Наслов албума и његов главни сингл инспирисани су легендом о Симургу. Албум је био на врху листе најпродаванијих албума и до краја 2013. продат је у 50.000 примерака, поставши пети најпродаванији албум у Турској. Са 54.790 преузимања на дигиталним платформама, постао је десети најпреузети албум у Турској у години.
У јануару 2014, Ерчетин је добила Орден уметности и књижевности од француског председника Франсоа Оланда за допринос односима између Француске и Турске.
Након што је у новембру 2015. објавила њен осми студијски албум Ah Bu Şarkıların Gözü Kör Olsun, који је укључивао обраде турских класичних песама, Ерчетинова је каријеру наставила сингловима "Kim Korkar" и "Değişiyoruz", који су оба објављена 2018. године.

## Дискографија
- Hazırım (1995)
- Çapkın (1997)
- Elbette (1999)
- Neden (2002)
- Melek (2004)
- Kırık Kalpler Durağında (2009)
- Milyonlarca Kuştuk... (2013)
- Ah Bu Şarkıların Gözü Kör Olsun (2015)